# Brenda Fruhvirtová
Brenda Fruhvirtová (sinh ngày 2 tháng 4 năm 2007) là một vận động viên quần vợt người Cộng hòa Séc.
Fruhvirtová có thứ hạng ITF trẻ cao nhất là vị trí số 4 thế giới, đạt được vào ngày 13 tháng 12 năm 2021.

## Cuộc sống
Sinh ra ở Prague, thủ đô của Cộng hòa Séc, Brenda là em gái của vận động viên quần vợt chuyên nghiệp Linda Fruhvirtová.
Chị em Fruhvirtová đã tập luyện tại Mouratoglou Tennis Academy ở Nam Pháp kể từ năm 2017.